# A Garota da Moto
A Garota da Moto es una serie de televisión brasileña, emitida por SBT, que se estrenó el 13 de julio de 2016.

## Sinopsis
Joana es una mujer que tiene un pasado oscuro. De una relación con un hombre millonario nació su hijo, Nico. Al morir su padre, Nico es perseguido por Bernarda quien pretende matar al niño y su madre con tal de no perder la herencia. Joana huye de Río de Janeiro a Sao Paulo y comienza a trabajar como mensajera motorizada en la empresa "Motópolis". Más tarde, Bernarda y sus hombres descubren el paradero de Joana y continúan su persecución.

## Reparto
| Actor/Actriz      | Personaje                         |
| ----------------- | --------------------------------- |
| Christiana Ubach  | Joana Souza                       |
| Daniela Escobar   | Bernarda Sales de Albuquerque     |
| Tatsu Carvalho    | Duda Sales de Albuquerque         |
| Murilo Grossi     | Reinaldo Souza                    |
| Sacha Bali        | Dinho                             |
| Martha Nowill     | Pam                               |
| Thiago Amaral     | Bactéria                          |
| Fernanda Viacava  | Val                               |
| Ricardo Monastero | Pablo                             |
| Felipe Montanari  | Marley                            |
| Thiago Freitas    | Túlio                             |
| Dudu Sá           | Juliano                           |
| Fábio Nassar      | Mickey                            |
| Agnes Zuliani     | Dona Laura/ Germana/ Cida/ Denise |
| Gilda Nomacce     | Liége                             |
| Claudionor Cruz   | Nô                                |
| Enzo Barone       | Dona Laura/ Germana/ Cida/ Denise |

## Producción

### Inicio
La primera mención del proyecto fue hecha por Ancine en 2013. El SBT comenzó con la elección del protagonista en agosto de 2014. Estaba previsto que debut en 2015, pero debido a la demora en la presentación del presupuesto, que se produjo en enero de 2015, se aplazó hasta 2016. El costo de producción fue de 2,5 millones de reales paga con inversiones públicas y privadas de Ancine e Fondo Sector audiovisual brasileño.

### Grabaciones
Las grabaciones comenzaron en agosto de 2015, con Christiana Ubach, Daniela Escobar y Sacha Bali confirmados en el reparto. Las grabaciones terminado en febrero de 2016. Para grabar algunas escenas, el elenco tuvo clases de Kung fu. Christiana Ubach tuvo que aprender a montar en bicicleta a las grabaciones de su carácter. Debido a la falta de tiempo, Ubach tuvieron que utilizar dublêna mayoría de las escenas.

### Revelación
En marzo del año 2016 el diario Estadão informó que el estreno se llevaría a cabo entre abril y junio. Más tarde se convirtió informado, incluso los comerciales de SBT, el debut solo se producen a principios de julio.
En mayo de sitio Observatório da Televisão, Andreh Gómez criticaron la forma en que el SBT anuncia el exceso y la muestra comercial utilizando "y las llamadas" completas, faltan dos meses para debutar. Daniela Escobar tuvo que ir de Los Ángeles para el auditorio de la SBT en Osasco, solo para hacer la conferencia de prensa, el 28 de junio de 2016.

### Horario
En mayo SBT informó que un episodio por semana se visualiza después de Programa do Ratinho, temprano en la mañana. En junio, al hacer un plan de negocios para el mercado publicitario, SBT informó de que el debut podría tener lugar el 4 de julio 21:30, de lunes a viernes, no se confirma si la transmisión fue entre las versiones brasileñas de Cúmplices de um Resgate y Carrossel.

### Público
"Nuestro tema es siempre el entretenimiento y obtener la vida más real. El programa tuvo el cambio, pero el público objetivo es el mismo (...) Tuvimos muy importante nueva serie y nos damos cuenta de que estos programas podrían aprovechar la audiencia. Es una la programación de acción y aventura". - Gustavo Leme, de FOX Networks Group Brasil explicar la razón para poner el programa en un canal para mujeres mayores de 25 años. Los productores de telessérie revelaron que la idea inicial es el de transmitir A Garota da Moto al público de 18 a 35 años.